# (2913) Horta
Pour les articles homonymes, voir Horta.
L'astéroïde (2913) Horta porte le nom de l'architecte belge Victor Horta.
Il a été découvert le 12 octobre 1931 à l'observatoire royal de Belgique à Uccle par l'astronome belge Eugène Delporte. Sa désignation provisoire était 1931 TK.